# 侯凤岐
侯凤岐（1962年3月—），男，陕西府谷人，中华人民共和国政治人物。哲学硕士研究生学历，经济学博士。第十二届全国人民代表大会内蒙古地区代表。

## 生平
早年在包头高等师范专科学校政教系学习，毕业后分配到内蒙古包头核工业208地质大队学校任教，任学校团总支书记，后任内蒙古包头核工业208地质大队团委书记。1989-1991年在华中理工大学攻读硕士研究生。毕业后到内蒙古自治区党委宣传部工作，任主任科员、理论处副处长。1996年，下放内蒙古自治区巴彦淖尔盟临河市挂职任副市长。1998年底，任内蒙古自治区巴彦淖尔盟盟委副秘书长。2000年底，调任杭锦后旗旗委副书记、政府旗长。2002年4月，担任巴彦淖尔盟行署副盟长。2004年7月，转任中共巴彦淖尔市党委常委、临河区委书记。2006年11月，出任巴彦淖尔市市委常委、政府常务副市长。2008年2月，调任同自治区乌海市委副书记，3月任代市长，次年1月转正。2013年，被选为全国人大代表。2013年1月侯凤岐当选乌海市长。2013年5月，升任中共乌海市委书记。
2015年11月20日，经内蒙古自治区党委批准，侯凤岐因涉嫌严重违纪接受组织调查。因涉嫌受贿犯罪，2016年1月15日，内蒙古自治区第十二届人大常委会第二十次会议接受其辞去第十二届全国人民代表大会代表职务。2017年10月，通辽市中级人民法院一审以侯凤岐犯受贿罪、巨额财产来源不明罪判处其有期徒刑十七年，并处罚金人民币300万元。法院认定其身为国家工作人员，在担任杭锦后旗旗长到乌海市委书记期间收受贿赂，并有巨额财产来源不明。